# Arnoldus Arlenius
Arnoldus Arlenius Peraxylus, né Arnout van Eyndhouts en 1510 et mort en 1582), également connu sous le nom d'Arnoud de Lens, est un philosophe et poète humaniste néerlandais. 

## Biographie
Il est né à Aarle, près de Helmond, bien que certains récits disent Bois-le-Duc. Le brabant-septentrional, aux Pays-Bas, faisait alors partie des possessions des Habsbourg. Il a étudié sous Macropedius et a ensuite voyagé à Paris et à Ferrare. Il a étudié à l'Université de Bologne pendant cinq ans, devenant un universitaire grec de premier ordre et se soutenant en s'engageant dans le commerce de livres[Quoi ?] et en servant comme domestique chez l'imprimeur de Bâle, en organisant la publication de des livres comme Lectiones antiquae de Cœlius Rhodiginus.
En 1542, il se rend à Venise, où il devient bibliothécaire de l'ambassadeur d'Espagne, Diego Hurtado de Mendoza, trouvant de nouveaux textes et organisant la transcription des documents, travail qui le fait voyager à Francfort et à Florence. Il a également catalogué la collection de manuscrits grecs de Mendoza. Travaillant avec des manuscrits trouvés dans l'importante bibliothèque de Mendoza, il produit en 1544 la première version grecque imprimée des œuvres de Josèphe. Cet ouvrage fut publié par Hieronymus Froben à Bâle, et pendant de nombreuses années était la base de toutes les traductions existantes du grec. De plus, il était responsable de la publication d'importantes premières éditions de Lycophron (Bâle, 1546) et de la traduction latine de Niccolò Perotti de Polybe (Bâle, 1549). Son Lexique grec-latin fut publié à Venise en 1546. 
Il travaille ensuite comme correcteur pour l'imprimeur Lorenzo Torrentino et obtient des livres et des manuscrits pour Johann Jakob Fugger. En 1556, il est responsable, à Bâle, de la publication d'une édition des œuvres de Platon, basée sur l'édition de 1534 du savant Simon Grynaeus, qu'il corrige personnellement à l'aide de manuscrits de Platon qu'il avait collectionnés en Italie. Cette édition est décrite par le classique Myles Burnyeat comme « l'une des ligatures les plus barbares jamais imprimées ».